# Modelo de diez rayos

Vista superior de 10 rayos

Rayos característicos del modelo

El modelo de diez rayos se diseña a partir del enfoque de dos rayos, en los cuales se empiezan agregar tres rayos más para completar los cinco rayos; interpretados como {\displaystyle R_{0}} , {\displaystyle R_{1}} , {\displaystyle R_{2}}, {\displaystyle R_{3}} , {\displaystyle R_{4}} , los cuales modelan las pérdidas entre una antena transmisora y una receptora; Generalmente se empiezan a trazar los rayos con sus respectivos rebotes. Los primeros tres rayos se calculan previamente de manera fácil mientras que los siguientes se calculan por medio del uso de la geometría o por la semejanza de triángulos. Se basa principalmente en que la antena receptora varia la altura respecto a la antena transmisora y cada rayo que llega al receptor tiene su respectivo reflejo; Los cinco rayos directos se ven desde una perspectiva superior y los reflejados se ven desde un enfoque lateral de las antenas, por lo que estas están precisamente debajo de los rayos directos. Los primeros dos rayos directos tienen dos reflexiones, donde cada uno choca con cada edificación que separa la calle o SW (pared única reflejada). Otros dos donde cada rayo choca dos veces contra la pared DW (doble pared reflejada) y por último un rayo que va directo al receptor conocido como LOS (línea de vista).

## Deducción matemática

### Análisis para antenas de alturas diferentes ubicadas en cualquier punto de la calle.
Para el modelamiento matemático de la propagación de diez rayos, se tiene en cuenta una vista lateral y este se inicia modelando los dos primeros rayos (línea de vista y su respectivo reflejo). Teniendo en cuenta que las antenas tienen alturas diferentes, entonces {\displaystyle h_{Tx}\neq {h_{Rx}}}y tienen una distancia directa {\displaystyle d} que separa las dos antenas; el primer rayo se forma aplicando teorema de Pitágoras:
{\displaystyle R_{0}={\sqrt {d^{2}+(h_{t}-h_{r})^{2}}}}
El segundo rayo o el rayo reflejado se hace de manera similar al primero, pero en este caso se suma las alturas de las antenas para formar el triángulo rectángulo por la reflexión de la altura del transmisor.
{\displaystyle R_{0}^{'}={\sqrt {d^{2}+(h_{t}+h_{r})^{2}}}}
En la deducción del tercer rayo se hace necesario hallar el ángulo que hay entre la distancia directa {\displaystyle d} y la distancia de línea de vistas {\displaystyle R_{0}}.
{\displaystyle \cos \theta ={\frac {h_{t}-h_{r}}{R_{0}}}}
Viendo el modelo con una vista lateral, es necesario hallar una distancia plana entre el transmisor y el receptor llamada {\displaystyle d^{'}}.
{\displaystyle d^{'}={\sqrt {d^{2}-(w_{r2}-w_{t2})^{2}}}}
Ahora deducimos la altura que resta de la pared con respecto a la altura del receptor llamado {\displaystyle z} por semejanza de triángulos:
{\displaystyle {\frac {z}{a}}={\frac {h_{t}}{d^{'}}}}
{\displaystyle {z}={\frac {{h_{t}}{a}}{d^{'}}}}
Por semejanzas de triángulos  se puede deducir la distancia desde donde choca  el rayo a la pared hasta la perpendicular de receptor llamado {\displaystyle a}, obteniendo:
{\displaystyle {\frac {a}{d^{'}}}={\frac {w_{r2}}{w_{t2}+w_{r2}}}}
{\displaystyle a={\frac {d^{'}w_{r2}}{\left(w_{t2}+w_{r2}\right)}}}
El tercer rayo es definido como un modelo de dos rayos, por este motivo se define como:
{\displaystyle R_{1}={\frac {{\sqrt {(h_{t}-h_{r}-z)^{2}+(d^{'}-a)^{2}}}+{\sqrt {z^{2}+a^{2}}}}{\cos \theta }}}
Tomando una vista lateral se logra evidenciar el rayo reflejado que hay en {\displaystyle R_{1}} y se halla de la siguiente manera:
{\displaystyle R_{1}^{'}={\frac {{\sqrt {(h_{t}+h_{r}+z)^{2}+(d^{'}-a)^{2}}}+{\sqrt {(2h_{r}+z)^{2}+a^{2}}}}{\cos \theta }}}
Como existen dos rayos que chocan una vez en la pared entonces se halla el quinto rayo igualándolo al tercero. 
{\displaystyle R_{2}=R_{1}}
De igual, manera se iguala el sexto rayo con el cuarto rayo dado que tienen las mismas características.
{\displaystyle R_{2}^{'}=R_{1}^{'}}
Para modelar los rayos que chocan con la pared dos veces se usa el teorema de Pitágoras, debido a la distancia directa {\displaystyle d} y las sumas de las distancias entre el receptor a cada pared con el doble de la distancia del transmisor a la pared {\displaystyle w_{t2}}, esto se divide sobre el ángulo formado entre la distancia directa y el rayo reflejado.
{\displaystyle R_{3}={\frac {\sqrt {d^{2}+(w_{r2}+2w_{r1}+w_{t1})^{2}}}{\cos \theta }}}
{\displaystyle R_{3a}^{'}={\sqrt {x^{2}+(h_{t}+z_{1}+h_{r})^{2}}}}
{\displaystyle R_{3b}^{'}={\sqrt {(d-x-y)^{2}+(z_{1}+h_{r}+z_{2}+h_{r})^{2}}}}
{\displaystyle R_{3b}^{'}={\sqrt {(d-x-y)^{2}+(z_{1}+z_{2}+2h_{r})^{2}}}}
{\displaystyle R_{3c}^{'}={\sqrt {(y)^{2}+(h_{r}+h_{r}+z_{2})^{2}}}}
{\displaystyle R_{3c}^{'}={\sqrt {(y)^{2}+(2h_{r}+z_{2})^{2}}}}

Vista lateral de dos rayos transmitidos reflejados desde una pared hasta el otro costado y reflejado hacia el receptor en antenas de diferentes alturas en cualquier punto de la calle.

Para el octavo rayo se calcula una serie de variables que permiten deducir la ecuación completa, la cual está compuesta por distancias y alturas que fueron halladas por semejanzas de triángulos.
En primera instancia se toma la distancia plana entre la pared del segundo choque y el receptor:
{\displaystyle x={\frac {d^{'}w_{r1}}{w_{r2}+w_{r1}}}}
Se halla la distancia plana entre el transmisor y la pared en el primer choque 
{\displaystyle h_{p2}=h_{r}+z_{2}}
{\displaystyle y={\frac {d^{'}w_{t2}}{w_{r2}+w_{r1}}}}
Encontrando la distancia entre la altura de la pared del segundo choque con respecto al primer choque se obtiene:
{\displaystyle z_{1}={\frac {h_{t}(d-(x+y))}{d}}}
Deduciendo también la distancia entre la altura de la pared del segundo choque con respecto al receptor:
{\displaystyle z_{2}={\frac {h_{t}x}{d}}}
Calculando la altura de la pared donde ocurre el primer choque:
{\displaystyle h_{p1}=(h_{r}+z_{1})+(z_{2}+h_{r})}
Calculando la altura de la pared donde ocurre el segundo choque:
{\displaystyle h_{p2}=h_{r}+z_{2}}
Con estos parámetros se calcula la ecuación para el octavo rayo:
{\displaystyle R_{3}^{'}={\frac {{\sqrt {y^{2}+(h_{t}+h_{p1})^{2}}}+{\sqrt {(d-(x+y))^{2}+(h_{p1}+h_{p2})^{2}}}+{\sqrt {x^{2}+(h_{r}+h_{p2})^{2}}}}{\cos \theta }}}
Para el noveno rayo, ecuación es la misma del séptimo rayo debido a sus características:
{\displaystyle R_{4}=R_{3}}
Para el décimo rayo, la ecuación es la misma del octavo rayo debido a su forma de rayo reflejado:
{\displaystyle R_{4}^{'}=R_{3}^{'}}

## Pérdidas por trayectoria de espacio libre.

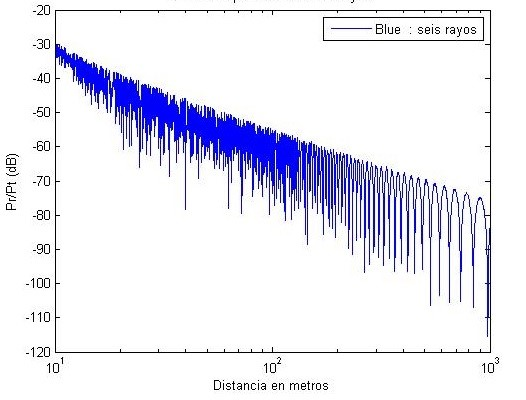
Figura 5. Modelamiento de las pérdidas por trayectoria de espacio libre en el modelo de 6 rayos cuando la distancia de la pared y las alturas son distintas.

Se considera una señal transmitida a través del espacio libre a un receptor situado a una distancia d del transmisor.
Asumiendo que no hay obstáculos entre el transmisor y el receptor, la señal se propaga a lo largo de una línea recta entre las dos. El modelo de rayo asociado con esta transmisión se llama línea de vista  (LOS), y la señal recibida correspondiente se llama señal de LOS o rayo.
Las pérdidas de trayectoria del modelo de diez rayos en el espacio libre está definida como:
{\displaystyle p_{0}(t)={\sqrt {(G_{i}G_{R})}}{\frac {\lambda }{4\pi }}\left({\frac {\exp(j2\pi {R}_{0}/{\lambda })}{R_{0}}}+\Gamma {\frac {\exp(j2\pi {R}_{0}^{'}/{\lambda })}{R_{0}^{'}}}\right)}
{\displaystyle p_{1}(t)={\sqrt {(G_{i}G_{R})}}{\frac {\lambda }{4\pi }}~\Gamma _{1}\left({\frac {\exp(j2\pi {R}_{1}/{\lambda })}{R_{1}}}+\Gamma {\frac {\exp(j2\pi {R}_{1}^{'}/{\lambda })}{R_{1}^{'}}}\right)}
{\displaystyle p_{2}(t)={\sqrt {(G_{i}G_{R})}}{\frac {\lambda }{4\pi }}~\Gamma _{1}\left({\frac {\exp(j2\pi {R}_{2}/{\lambda })}{R_{2}}}+\Gamma {\frac {\exp(j2\pi {R}_{2}^{'}/{\lambda })}{R_{2}^{'}}}\right)}
{\displaystyle p_{3}(t)={\sqrt {(G_{i}G_{R})}}{\frac {\lambda }{4\pi }}~\Gamma _{1}\left({\frac {\exp(j2\pi {R}_{3}/{\lambda })}{R_{3}}}+\Gamma {\frac {\exp(j2\pi {R}_{3}^{'}/{\lambda })}{R_{3}^{'}}}\right)}
{\displaystyle p_{4}(t)={\sqrt {(G_{i}G_{R})}}{\frac {\lambda }{4\pi }}~\Gamma _{1}\left({\frac {\exp(j2\pi {R}_{4}/{\lambda })}{R_{4}}}+\Gamma {\frac {\exp(j2\pi {R}_{4}^{'}/{\lambda })}{R_{4}^{'}}}\right)}
{\displaystyle P_{L}~(dB)=20\log \left|~\sum _{i=0}^{N}P_{i}~\right|}